# Еллері Кларк
Еллері Гардінг Кларк (англ. Ellery Harding Clark; нар. 13 березня 1874 — пом. 27 липня 1949) — американський легкоатлет, який спеціалізувався в стрибках у висоту, стрибках у довжину, штовханні ядра та багатоборстві.

## Із життєпису
Перший в історії сучасних Олімпіад чемпіон зі стрибків у висоту та довжину (1896). На Іграх-1896 також брав участь у змаганнях зі штовхання ядра, де з іншими спортсменами розділив 5-7 місця. Учасник змагань з багатоборства на Іграх-1904, де зійшов після 5 видів через хворобу.
Дворазовий чемпіон США з багатоборства (1897, 1903). Срібний призер чемпіонатів США зі стрибків у висоту (1896) та стрибків у довжину (1895). Бронзовий призер чемпіонату США зі стрибків у висоту (1896).
По завершенні спортивної кар'єри став успішним письменником (написав 19 книг на теми від законодавства щодо аварій на залізниці до релігійної філософії, дві з яких були екранізовані), служив у органах влади та був провідним юристом Бостона, працював помічником тренера в Гарвардському університеті, викладав на курсах письменницької майстерності.

## Визнання
- Член Зали слави легкої атлетики США (1991)